# جيرالدو موريرا دا سيلفا جونيور
جيرالدو موريرا دا سيلفا جونيور (بالبرتغالية: Geraldo Moreira da Silva Júnior‏) هو لاعب كرة قدم برازيلي في مركز الوسط، ولد في 6 فبراير 1974 في دوق دي كاكسياس في البرازيل. لعب مع نادي باهيا ونادي سبورت ريسيفه ونادي سيارا ونادي فورتاليزا ونادي فيتوريا ونادي كوريتيبا ونادي ناوتيكو.